# Liberty Global
Liberty Global plc is een internationaal telecommunicatiebedrijf met hoofdkantoren in Londen, Amsterdam en Denver. Liberty Global is ontstaan in 2005 met de fusie tussen de internationale tak van Liberty Media en UnitedGlobalCom (UGC).
Het bedrijf had in 2015 een omzet van US$ 18,3 miljard. In 2016 was het bedrijf actief in 30 landen en waren er 47.000 werknemers in dienst. 55,8 miljoen huishoudens waren in 2016 aangesloten op het netwerk van Liberty Global, 28,6 miljoen hiervan zijn daadwerkelijk klant. In 2016 bereikte Liberty Global de 88e plaats op de World's Most Innovative Companies lijst van Forbes.

## Geschiedenis
Liberty Global Inc. is in 2005 ontstaan door een fusie tussen Liberty Media International Inc. (LMI) en UnitedGlobalCom Inc. (UGC). LMI en UGC werden dochtermaatschappijen van Liberty Global. De nieuwe entiteit was actief in 18 landen en verbond meer dan 23 miljoen huishoudens met breedbandinternet. Dit maakte de onderneming een van de grootste leveranciers van breedbandinternet ter wereld.
Liberty kocht in november 2009 het Duitse bedrijf Unitymedia voor US$ 5,2 miljard. Unitymedia was de eerste Duitse aankoop van Liberty en de grootste private-equity verkoop van Europa in 2009. In 2010 verkocht Liberty haar belang in het Japanse telecommunicatiebedrijf Jupiter om zich meer te kunnen richten op de Europese markt.
In januari 2013 vergrootte Liberty haar belang in het Belgische Telenet van 50,2% naar 58%. In juni 2013 kocht Liberty de Britse kabelmaatschappij Virgin Media voor US$ 24 miljard in contanten en aandelen. Deze deal zorgde ervoor dat Europa de grootste kabelmarkt werd voor Liberty. De aankoop was een van de 10 grootste kabeldeals ooit. Op 28 oktober werd Chellomedia voor US$ 1,035 miljard verkocht door Liberty aan AMC Networks. Bij deze deal was Chello Benelux niet inbegrepen. Deze aankoop maakte Liberty Global de grootste breedbandaanbieder ter wereld.
In januari 2014 maakte Liberty Global haar plannen bekend om de Nederlandse kabelmaatschappij Ziggo over te nemen voor € 10 miljard. In november 2014 was deze aankoop afgerond en werd begonnen met het integreren van UPC Nederland en Ziggo. In mei 2014 sloten Liberty Global en Discovery Communications een joint-venture deal voor de aankoop van All3Media voor £ 500 miljoen. In juli 2014 kocht Liberty Global een 6,4% aandeel in ITV plc, ter waarde van £ 481 miljoen. Liberty's aandeel in ITV nam in juli 2015 toe tot 9,9%.
In november 2015 werd Cable & Wireless Communications (CWC) overgenomen. Met deze deal, ter waarde van US$ 5,3 miljard, nam de aanwezigheid van Liberty in de Caraïben en Latijns-Amerika toe. De overname werd in mei 2016 afgerond. In 2015 lanceerde Liberty het aandeel Liberty Latin American & Carribean (LiLAC) gericht op Panama en de Caraïben, met bezittingen in Chili en Puerto Rico. Op 29 december 2017 verdeelde Liberty Global alle aandelen LiLAC onder de eigen aandeelhouders. Na deze transactie had Liberty Global geen belang meer in LiLAC.
Liberty Global is ook de eigenaar van Cable and Wireless Seychelles, een restant van CWC's portfolio. Dit bedrijf omvat activiteiten in: Macau, Monaco, Jersey, Man, Guernsey, Sint-Helena, Ascension, Falklandeilanden and Diego Garcia (Sure), verkocht aan Batelco). Het bedrijf had ook een aandeel van 49% in het staatsbedrijf Trinidadian telco (TSTT), dit moest uiteindelijk worden afgestoten omdat deze concurreerde met het dochterbedrijf van Liberty Global in Trinidad, FLOW Trinidad. In september 2015 werd door Liberty Global een investering gedaan in Guavus, een data-analyse bedrijf. In november 2015 kochten Liberty Global en Discovery Communications voor US$ 195 miljoen een 3,4% aandeel in Lions Gate Entertainment Group. In juli 2016 investeerde Liberty £7,5 miljoen in het wereldwijde kabelnetwerk Technetix.
In februari 2016 werd bekend dat de Nederlandse activiteiten van Vodafone en Liberty Global fuseren. Als onderdeel van deze fusie ging de Nederlandse dochter van Liberty Global, Ziggo gebruikmaken van het mobiele netwerk van Vodafone. Vodafone betaalde aan Liberty Global € 1 miljard als onderdeel van het vormen van een joint-venture met een totale waarde van € 3,5 miljard. De deal werd in augustus 2016 goedgekeurd door de Europese Commissie. De fusie was op 31 december 2016 compleet, met als resultaat een joint-venture genaamd VodafoneZiggo Group Holding B.V..
Medio 2018 werd de verkoop van de activiteiten in Oostenrijk (UPC Austria) afgerond. Deutsche Telekom is de nieuwe eigenaar. De verkoopopbrengst was zo'n € 1,9 miljard en is gebruikt door Liberty Global om schulden af te lossen en te investeren in de markten waarin het nog actief is zoals Oost-Europa en Zwitserland.
Op 31 juli 2019 werd de verkoop afgerond van de activiteiten in Duitsland, Roemenië, Hongarije en Tsjechië aan Vodafone. De overnamesom was € 18,4 miljard, inclusief schulden die meegaan naar Vodafone. Met deze verkoop nam Liberty Global afscheid van ongeveer een derde van zijn netwerk. Het nettoresultaat in 2019 bereikte een recordniveau van US$ 11,5 miljard door de hoge eenmalige winst op deze verkoop aan Vodafone.
Op 7 mei 2020 maakten Telefónica en Liberty Global bekend de activiteiten in het Verenigd Koninkrijk te bundelen. De bedrijfsonderdelen O2 Holdings (mobiele telefonie) en Virgin Media UK (kabel en telefonie) worden ingebracht in een joint venture waarin beide partijen een aandelenbelang krijgen van elk 50%. Op 1 januari 2021 waren alle toezichthouders akkoord en is de combinatie van start gegaan onder de naam VMED O2 UK Limited (VMO2). De inbreng van Telefónica was groter en Liberty Global deed een betaling aan Telefónica om gelijke partners in de joint venture te worden.
Op 11 november 2020 werd het Zwitserse bedrijf Sunrise Communications Group AG ingelijfd. Liberty Global betaalde 6,8 miljard Zwitserse frank of zo'n US$ 7,4 miljard om dit bedrijf in handen te krijgen. Na Swisscom is Sunrise de grootste aanbieder van het land met een marktaandeel van circa 30%.
Op 1 april 2022 werd de verkoop van UPC Poland afgerond. De koper Iliad SA betaalde zo'n US$ 1,7 miljard, inclusief de bestaande schulden, voor de Poolse activiteiten.

## Activiteiten
Per 31 december 2022 telde Liberty Global 86 miljoen klanten die een of meer diensten afnamen. De diensten betreffen internet aansluitingen, vaste lijn en mobiele telefonie en videodiensten. De omzet in 2022 was € 7,2 miljard en de twee belangrijkste markten zijn Zwitserland en België, hier werd ruim 80% van de geconsolideerde omzet gerealiseerd.
Liberty Global bestaat uit de volgende (dochter)maatschappijen (situatie per 31 december 2022):
- Sunrise, Zwitserland (100% van de aandelen)
- Telenet, België, Vlaanderen (100%)
- Virgin Media, Ierland (100%)
- UPC Slovakia, Slowakije (100%)
- Virgin Media O2, Verenigd Koninkrijk (50%, wordt niet geconsolideerd, partner in joint venture is Telefónica)
- VodafoneZiggo, Nederland (50%, geen consolidatie, partner in joint venture is Vodafone).

Verder heeft Liberty Global Ventures, belangen in meer dan 75 bedrijven actief op het gebied van media, technologie en infrastructuur waaronder Plume Design, Inc., ITV plc, Televisa Univision, Inc., AE Group Sàrl en Formula E Holdings Ltd..
Er staan drie soorten aandelen uit met verschillende stemrechten. De B-stukken tellen tien stemrechten per aandeel, de A-stukken hebben één stemrecht en de C-aandelen hebben géén stemrecht. John Malone heeft 2% van de aandelen, maar omdat dit bijna allemaal B-aandelen zijn heeft hij 30% van het stemrecht. Malone heeft 67,6% van de B-aandelen en Mike Fries (CEO) heeft de rest van de B-aandelen in handen. Medio 2023 hebben de aandeelhouders ingestemd met een verhuizing van de officiële vestigingsplaats van het bedrijf van Engeland/Wales naar Bermuda.